# Бернем (футбольный клуб)
«Бе́рнем» (англ. Burnham Football Club) — английский футбольный клуб из города Бернема, графство Бакингемшир. Основан в 1878 году. В настоящее время команда выступает в Первом дивизионе Греческой лиги «Восток» (10-й уровень лиг).

## История
Клуб был основан в 1878 году и является вторым старейшим клубом Бакингемшира. Команда провела первые годы, играя в различных местных лигах, затем присоединилась к Лиге Великой Западной комбинации (Great Western Combination league) в 1948 году. В 1964 году клуб перешел в Комбинацию Уикомба (Wycombe Combination), а также один сезон провел в Комбинации Рединга (Reading Combination) в сезоне 1970/71.
Впервые на серьёзном уровне команда выступила в 1971, когда она присоединилась к Первому дивизиону А Греческой Лиги (Hellenic Football League). Финиш на втором месте в чемпионате позволил клубу в следующем сезоне выступить в Премьер дивизионе Греческой лиги. В сезоне 1975/76 команда выиграла чемпионат Греческой лиги, а в 1977 году присоединилась к Афинской лиге, где дважды становилась второй, а также дошла до полуфинала Вазы ФА.
В 1984 году Бернем перешел в Спартанскую Лигу Лондона (London Spartan League), где стал чемпионом с первой попытки. На следующий год клуб объединился с Хиллингдон Боро, образовав клуб Бернем и Хиллингдон, который занял место Хиллингдона в Южной Лиге. В 1987 году клубу было возвращено прежнее название, но к повышению результатов это не привело и в сезоне 1994/95 команда выбывает в Греческую Лигу. За четыре сезона проведенных там команда ни разу не финишировала в первой пятерке. В результате в 1999 году клуб вновь оказался в Южной лиге, где и играл до 2016 года, пока снова не вылетел в Греческую лигу, а в 2018 году вылетел в первый дивизион Греческой лиги «Восток».

## Достижения и рекорды

### Достижения в лигах
- Южная лига Первый дивизион Центр :[4]
  - Победители: 2012-13
- Греческая лига Премьер дивизион 
  - Победители: 1975-76, 1998-99
- Греческая лига Первый дивизион
  - 2-е место: 1971-72, 1972-73
- Афинская лига 
  - 2-е место: 1978-79, 1979-80
- Лондонская Спартанская лига 
  - Победители: 1984-85
- Лига Великой западной комбинации Премьер дивизион :[5]
  - 2-е место: 1954-55
- Лига Великой западной комбинации Первый дивизион:[5]
  - R2-е место: 1952-53
- Лига комбинации Уикома :[5]
  - 2-е место: 1965-66, 1966-67, 1968-69, 1969-70

### Достижения в кубках
- Кубок вызова Греческой лиги :[5]
  - Победители: 1998-99
- Кубок Премьер дивизиона Греческой лиги:[5]
  - Победители: 1975-76
- Кубок Первого дивизиона Греческой лиги :[5]
  - Победители: 1972-73
  - Финалисты: 1971-72
- Кубок Лондонской Спартанской лиги :[5]
  - Победители: 1984-85
- Кубок лиги комбинации Рединга :[5]
  - Победители: 1970-71
- Кубок Слау :[6]
  - Победители: 1927-28, 1935-36, 1936-37, 1948-49, 1950-51, 1958-59, 1959-60, 1961-62, 1969-70
- Старший кубок Уикома :[5]
  - Победители: 1897-98, 1908-09, 1925-26, 1934-35, 1951-52, 1966-67, 1969-70, 2008-09, 2011-12

### Рекорды
- Лучшая позиция в лиге:[2] 20 в Премьер дивизионе Южной лиги, 2013-14
- Лучшее выступление в Кубке Англии:[2] Первый раунд, 2005-06 (проиграл дома клубу Олдершот Таун со счетом 3-1).
- Лучшее выступление в ФА Трофи:[2] Четвёртый раунд, 1999—2000, (проиграл на выезде клубу Скарборо со счетом 6-0, в переигровке)
- Лучшее выступление в ФА Ваза:[2] Полуфинал, 1982-83

## Тренеры
- 2014—2015  Гарет Рисбриджер
- 2015—2016  Дейв Таттл
- 2016  Гифтон Ноэль-Уильямс
- 2016  Лутер Блиссетт (и. о.)